# Фурманка
Фурманка (укр. Фурманка) — село в Уманском районе Черкасской области Украины.
Почтовый индекс — 20371. Телефонный код — 4744.

## Население
Население по переписи 2001 года составляло 554 человека.

### Языковой состав
Родной язык населения по данным переписи 2001 года:
| Язык       | Численность, чел. | Доля     |
| ---------- | ----------------- | -------- |
| Украинский | 546               | 98,56 %  |
| Русский    | 7                 | 1,26 %   |
| Другое     | 1                 | 0,18 %   |
| Итого      | 554               | 100,00 % |

## Местный совет
20371, Черкасская обл., Уманский р-н, с. Фурманка, ул. Ленина, 1